# Holandia na Letnich Igrzyskach Olimpijskich 2016
Holandia na Letnich Igrzyskach Olimpijskich 2016 – występ kadry sportowców reprezentujących Holandię na igrzyskach olimpijskich w Rio de Janeiro. Reprezentacja liczyła 242 zawodników – 107 mężczyzn i 135 kobiet. Był to dwudziesty siódmy start reprezentacji Holandii na letnich igrzyskach olimpijskich.

## Zdobyte medale
| Medal  | Zawodnik | Dyscyplina        | Konkurencja                  | Rezultat | Data        | Źródło               |
| ------ | --- | ----------------- | ---------------------------- | --- | ----------- | -------------------- |
| Złoto  | Anna van der Breggen | Kolarstwo szosowe | wyścig ze startu wspólnego   | 3:51:27 | 7 sierpnia  | [ 2 ] [ 3 ] [ 4 ]    |
| Złoto  | Maaike Head Ilse Paulis | Wioślarstwo       | dwójka podwójna wagi lekkiej | 7:04,73 | 12 sierpnia | [ 5 ] [ 6 ] [ 7 ]    |
| Złoto  | Elis Ligtlee | Kolarstwo torowe  | keirin                       | 11,217 | 13 sierpnia | [ 8 ] [ 9 ]          |
| Złoto  | Dorian van Rijsselberghe | Żeglarstwo        | RS:X                         | 31 pkt. | 14 sierpnia | [ 10 ] [ 11 ] [ 12 ] |
| Złoto  | Sharon van Rouwendaal | Pływanie          | 10 km n otwartym akwenie     | 1:56:32,1 | 15 sierpnia | [ 13 ] [ 14 ]        |
| Złoto  | Sanne Wevers | Gimnastyka        | ćwiczenia na równoważni      | 15,466 | 15 sierpnia | [ 15 ] [ 16 ]        |
| Złoto  | Ferry Weertman | Pływanie          | 10 km n otwartym akwenie     | 1:52:59,8 | 16 sierpnia | [ 17 ] [ 18 ]        |
| Złoto  | Marit Bouwmeester | Żeglarstwo        | Laser Radial                 | 75 pkt. | 16 sierpnia | [ 10 ] [ 19 ] [ 20 ] |
| Srebro | Tom Dumoulin | Kolarstwo szosowe | jazda indywidualna na czas   | 1:12:15,42 | 10 sierpnia | [ 21 ] [ 22 ] [ 23 ] |
| Srebro | Chantal Achterberg Nicole Beukers Inge Janssen Carline Bouw | Wioślarstwo       | czwórka podwójna             | 6:50,33 | 11 sierpnia | [ 24 ] [ 25 ] [ 26 ] |
| Srebro | Matthijs Büchli | Kolarstwo torowe  | keirin                       | +0,040 (strata do zwycięzcy)                                                                                    | 16 sierpnia | [ 27 ] [ 28 ]        |
| Srebro | Dafne Schippers | Lekkoatletyka     | bieg na 200 m                | 21,88 | 17 sierpnia | [ 29 ] [ 30 ] [ 31 ] |
| Srebro | Jelle van Gorkom | Kolarstwo BMX     | BMX                          | 35,316 | 19 sierpnia | [ 32 ] [ 33 ]        |
| Srebro | Joyce Sombroek Xan de Waard Kitty van Male Laurien Leurink Willemijn Bos Marloes Keetels Carlien Dirkse van den Heuvel Kelly Jonker Maria Verschoor Lidewij Welten Caia van Maasakker Maartje Paumen Naomi van As Ellen Hoog Margot van Geffen Eva de Goede | Hokej na trawie   | turniej kobiet               | W finale przegrały z reprezentacją Wielkiej Brytanii 3:3 (karne: 0:2)                                           | 19 sierpnia | [ 34 ] [ 35 ] [ 36 ] |
| Srebro | Nouchka Fontijn | Boks              | waga średnia                 | W finale przegrała z reprezentantką Stanów Zjednoczonych Claressa Shields 0:3                                   | 21 sierpnia | [ 37 ] [ 38 ] [ 39 ] |
| Brąz   | Anicka van Emden | Judo              | waga do 63 kg                | W pojedynku o brązowy medal wygrała z reprezentantką Brazylii Marianą Silvą 001:000                             | 9 sierpnia  | [ 40 ] [ 41 ] [ 42 ] |
| Brąz   | Anna van der Breggen | Kolarstwo szosowe | jazda indywidualna na czas   | 44:37 | 10 sierpnia | [ 2 ] [ 43 ] [ 44 ]  |
| Brąz   | Kaj Hendriks Robert Lücken Boaz Meylink Boudewijn Röell Olivier Siegelaar Dirk Uittenbogaard Mechiel Versluis Peter Wiersum Tone Wieten | Wioślarstwo       | ósemka                       | 5:31,59 | 13 sierpnia | [ 45 ] [ 46 ] [ 47 ] |
| Brąz   | Alexander Brouwer Robert Meeuwsen | Siatkówka plażowa | turniej plażowy              | W meczu brązowy medal wygrali z reprezentantami Rosji Wiaczesławem Krasilnikowem i Konstantinem Siemionowem 2:0 | 18 sierpnia | [ 48 ] [ 49 ]        |

## Reprezentanci

### Badminton
Kobiety
| Zawodniczka               | Konkurencja         | Faza grupowa                                    | Faza grupowa                            | Faza grupowa                               | Faza grupowa | Ćwierćfinał                                   | Półfinał            | Finał/BM            | Finał/BM | Źródło               |
| Zawodniczka               | Konkurencja         | Przeciwniczka Wynik                             | Przeciwniczka Wynik                     | Przeciwniczka Wynik                        | Miejsce      | Przeciwniczka Wynik                           | Przeciwniczka Wynik | Przeciwniczka Wynik | Miejsce  | Źródło               |
| ------------------------- | ------------------- | ----------------------------------------------- | --------------------------------------- | ------------------------------------------ | ------------ | --------------------------------------------- | ------------------- | ------------------- | -------- | -------------------- |
| Eefje Muskens Selena Piek | gra podwójna kobiet | Supajirakul Taerattanachai W 2-0 (21-13, 22-20) | Matsutomo Takahashi P 0-2 (9-21, 11-21) | Gutta Ponnappa W 2-1 (21-16, 16-21, 21-17) | 2. Q         | Jung K-e Shin S-c P 1-2 (13-21, 22-20, 14-21) | NQ                  | NQ                  | NQ       | [ 50 ] [ 51 ] [ 52 ] |

Mikst
| Zawodnicy                | Konkurencja | Faza grupowa                         | Faza grupowa                        | Faza grupowa                       | Faza grupowa | Ćwierćfinał       | Półfinał          | Finał/BM          | Finał/BM | Źródło        |
| Zawodnicy                | Konkurencja | Przeciwnicy Wynik                    | Przeciwnicy Wynik                   | Przeciwnicy Wynik                  | Miejsce      | Przeciwnicy Wynik | Przeciwnicy Wynik | Przeciwnicy Wynik | Miejsce  | Źródło        |
| ------------------------ | ----------- | ------------------------------------ | ----------------------------------- | ---------------------------------- | ------------ | ----------------- | ----------------- | ----------------- | -------- | ------------- |
| Jacco Arends Selena Piek | mikst       | Kazuno Kurihara P 0-2 (14-21, 19-21) | Ko S-h Kim H-n P 0-2 (10-21, 10-21) | Chew Subandhi W 2-0 (21-15, 21-19) | 3.           | NQ                | NQ                | NQ                | NQ       | [ 53 ] [ 54 ] |

### Boks
Mężczyźni
| Zawodnik         | Konkurencja    | 1/16             | 1/8              | Ćwierćfinał      | Półfinał         | Finał            | Finał   | Źródło               |
| Zawodnik         | Konkurencja    | Przeciwnik Wynik | Przeciwnik Wynik | Przeciwnik Wynik | Przeciwnik Wynik | Przeciwnik Wynik | Miejsce | Źródło               |
| ---------------- | -------------- | ---------------- | ---------------- | ---------------- | ---------------- | ---------------- | ------- | -------------------- |
| Enrico Lacruz    | waga lekka     | Lai C-e W 2-1    | Otgondalaj P 1-2 | NQ               | NQ               | NQ               | NQ      | [ 55 ] [ 56 ] [ 57 ] |
| Peter Müllenberg | waga półciężka | Rouzbahani W 3-0 | Məmmədov P 0-3   | NQ               | NQ               | NQ               | NQ      | [ 58 ] [ 59 ] [ 60 ] |

Kobiety
| Zawodniczka     | Konkurencja  | 1/8                 | Ćwierćfinał         | Półfinał            | Finał               | Finał   | Źródło               |
| Zawodniczka     | Konkurencja  | Przeciwniczka Wynik | Przeciwniczka Wynik | Przeciwniczka Wynik | Przeciwniczka Wynik | Miejsce | Źródło               |
| --------------- | ------------ | ------------------- | ------------------- | ------------------- | ------------------- | ------- | -------------------- |
| Nouchka Fontijn | waga średnia | BYE                 | Marshall W 2-0      | Li W 2-1            | Shields P 0-3       | 2.      | [ 37 ] [ 38 ] [ 39 ] |

### Gimnastyka

#### Gimnastyka sportowa
Mężczyźni
| Zawodnicy       | Konkurencja        | Kwalifikacje | Kwalifikacje | Kwalifikacje | Kwalifikacje | Kwalifikacje | Kwalifikacje | Kwalifikacje | Kwalifikacje | Finał    | Finał    | Finał    | Finał    | Finał    | Finał    | Finał | Finał   | Źródło        |
| Zawodnicy       | Konkurencja        | Przyrząd     | Przyrząd     | Przyrząd     | Przyrząd     | Przyrząd     | Przyrząd     | Razem        | Miejsce      | Przyrząd | Przyrząd | Przyrząd | Przyrząd | Przyrząd | Przyrząd | Razem | Miejsce | Źródło        |
| Zawodnicy       | Konkurencja        | F            | PH           | R            | V            | PB           | HB           | Razem        | Miejsce      | F        | PH       | R        | V        | PB       | HB       | Razem | Miejsce | Źródło        |
| --------------- | ------------------ | ------------ | ------------ | ------------ | ------------ | ------------ | ------------ | ------------ | ------------ | -------- | -------- | -------- | -------- | -------- | -------- | ----- | ------- | ------------- |
| Bart Deurloo    | wielobój drużynowy | 14,000       | 14,200       | 14,266       | 14,858       | 14,566       | 15,100       | 86,990       | 14. Q        | NQ       | NQ       | NQ       | NQ       | NQ       | NQ       | NQ    | NQ      | [ 61 ] [ 62 ] |
| Yuri van Gelder | wielobój drużynowy | —            | —            | 15,333 Q     | —            | —            | —            | —            | —            | NQ       | NQ       | NQ       | NQ       | NQ       | NQ       | NQ    | NQ      | [ 61 ] [ 62 ] |
| Frank Rijken    | wielobój drużynowy | 13,866       | 13,966       | 13,700       | 14,200       | 14,500       | 14,033       | 84,265       | 33.          | NQ       | NQ       | NQ       | NQ       | NQ       | NQ       | NQ    | NQ      | [ 61 ] [ 62 ] |
| Jeffrey Wammes  | wielobój drużynowy | 14,533       | 11,933       | 12.941       | 14,900       | 14,333       | 14,066       | 82,706       | 40.          | NQ       | NQ       | NQ       | NQ       | NQ       | NQ       | NQ    | NQ      | [ 61 ] [ 62 ] |
| Epke Zonderland | wielobój drużynowy | —            | —            | —            | —            | —            | 15,366 Q     | —            | —            | NQ       | NQ       | NQ       | NQ       | NQ       | NQ       | NQ    | NQ      | [ 61 ] [ 62 ] |
| RAZEM           | wielobój drużynowy | 42,399       | 40,099       | 43,299       | 43,958       | 43,399       | 44,532       | 257,686      | 10.          | NQ       | NQ       | NQ       | NQ       | NQ       | NQ       | NQ    | NQ      | [ 61 ] [ 62 ] |

Indywidualne finały
| Zawodnik        | Konkurencja           | Finał    | Finał    | Finał    | Finał    | Finał    | Finał    | Finał  | Finał   | Źródło        |
| Zawodnik        | Konkurencja           | Przyrząd | Przyrząd | Przyrząd | Przyrząd | Przyrząd | Przyrząd | Razem  | Miejsce | Źródło        |
| Zawodnik        | Konkurencja           | F        | PH       | R        | V        | PB       | HB       | Razem  | Miejsce | Źródło        |
| --------------- | --------------------- | -------- | -------- | -------- | -------- | -------- | -------- | ------ | ------- | ------------- |
| Bart Deurloo    | wielobój indywidualny | 14,666   | 14,733   | 14,633   | 14,700   | 14,300   | 14,566   | 57,598 | 15.     | [ 63 ] [ 64 ] |
| Epke Zonderland | drążek                | —        | —        | —        | —        | —        | 14,033   | 14,033 | 7.      | [ 65 ] [ 66 ] |
| Yuri van Gelder | kółka                 | DSQ      | DSQ      | DSQ      | DSQ      | DSQ      | DSQ      | DSQ    | DSQ     | [ 69 ] [ 70 ] |

Kobiety
| Zawodniczki         | Konkurencja        | Kwalifikacje | Kwalifikacje | Kwalifikacje | Kwalifikacje | Kwalifikacje | Kwalifikacje | Finał    | Finał  | Finał   | Finał  | Finał   | Finał | Źródło        |
| Zawodniczki         | Konkurencja        | Przyrząd     | Przyrząd     | Przyrząd     | Przyrząd     | Razem        | Miejsce      | Przyrząd | Razem  | Miejsce |        |         |       | Źródło        |
| Zawodniczki         | Konkurencja        | V            | UB           | BB           | F            | Razem        | Miejsce      | V        | Razem  | Miejsce | UB     | BB      | F     | Źródło        |
| ------------------- | ------------------ | ------------ | ------------ | ------------ | ------------ | ------------ | ------------ | -------- | ------ | ------- | ------ | ------- | ----- | ------------- |
| Eythora Thorsdottir | wielobój drużynowy | 14,900       | 14,733       | 14,300       | 13,633       | 57,566       | 7. Q         | 15,000   | 14,733 | 14,566  | 13,900 | 58,199  | 7.    | [ 71 ] [ 72 ] |
| Lieke Wevers        | wielobój drużynowy | 13,966       | 14,600       | 14,366       | 13,850       | 56,782       | 15. Q        | 13,933   | —      | 14,266  | 13,833 | 42,032  | 7.    | [ 71 ] [ 72 ] |
| Sanne Wevers        | wielobój drużynowy | —            | 14,408       | 15,066 Q     | —            | —            | —            | —        | 14,533 | 15,250  | —      | —       | 7.    | [ 71 ] [ 72 ] |
| Céline van Gerner   | wielobój drużynowy | 13,766       | 14,533       | 13,800       | 13,716       | 55,815       | 25.          | —        | 14,400 | —       | 13,933 | —       | 7.    | [ 71 ] [ 72 ] |
| Vera van Pol        | wielobój drużynowy | 14,266       | —            | —            | 13,500       | —            | —            | 14,100   | —      | —       | —      | —       | 7.    | [ 71 ] [ 72 ] |
| RAZEM               | wielobój drużynowy | 43,132       | 43,866       | 43,732       | 41,199       | 171,929      | 8. Q         | 43,033   | 43,666 | 44,082  | 41,666 | 172,447 | 7.    | [ 71 ] [ 72 ] |

Indywidualne finały
| Zawodniczka         | Konkurencja           | Przyrząd | Przyrząd | Przyrząd | Przyrząd | Razem  | Miejsce | Źródło        |
| Zawodniczka         | Konkurencja           | V        | UB       | BB       | F        | Razem  | Miejsce | Źródło        |
| ------------------- | --------------------- | -------- | -------- | -------- | -------- | ------ | ------- | ------------- |
| Eythora Thorsdottir | wielobój indywidualny | 14,833   | 14,200   | 14,066   | 14,533   | 57,632 | 9.      | [ 73 ] [ 74 ] |
| Lieke Wevers        | wielobój indywidualny | 14,066   | 14,600   | 13,066   | 14,133   | 55,865 | 20.     | [ 73 ] [ 74 ] |
| Sanne Wevers        | równoważnia           | —        | —        | 15,466   | —        | 15,466 | 1.      | [ 15 ] [ 16 ] |

### Golf
| Zawodnik     | Konkurencja | Runda 1 | Runda 2 | Runda 3 | Runda 4 | Razem  | Razem       | Razem   | Źródło               |
| Zawodnik     | Konkurencja | Punkty  | Punkty  | Punkty  | Punkty  | Punkty | Poniżej par | Pozycja | Źródło               |
| ------------ | ----------- | ------- | ------- | ------- | ------- | ------ | ----------- | ------- | -------------------- |
| Joost Luiten | mężczyźni   | 72      | 70      | 70      | 70      | 282    | −2          | =27.    | [ 75 ] [ 76 ] [ 77 ] |

### Hokej na trawie

#### Turniej mężczyzn
- Reprezentacja mężczyzn

Trener: Max Caldas
| - Jaap Stockmann - Glenn Schuurman - Billy Bakker - Seve van Ass - Valentin Verga - Jeroen Hertzberger - Sander de Wijn - Sander Baart |  | - Robbert Kemperman - Mirco Pruyser - Bob de Voogd - Jorrit Croon - Rogier Hofman - Robert van der Horst (k) - Hidde Turkstra - Mink van der Weerden |

Źródło:
Grupa B
| Lp. | Drużyna   | M | Mecze | Mecze | Mecze | Bramki | Bramki | Bramki | Pkt | Uwagi                 |
| Lp. | Drużyna   | M | W     | R     | P     | +      | −      | +/−    | Pkt | Uwagi                 |
| --- | --------- | - | ----- | ----- | ----- | ------ | ------ | ------ | --- | --------------------- |
| 1.  | Niemcy    | 5 | 4     | 1     | 0     | 17     | 10     | +7     | 13  | Awans do ćwierćfinału |
| 2.  | Holandia  | 5 | 3     | 1     | 1     | 18     | 6      | +12    | 10  | Awans do ćwierćfinału |
| 3.  | Argentyna | 5 | 2     | 2     | 1     | 14     | 12     | +2     | 8   | Awans do ćwierćfinału |
| 4.  | Indie     | 5 | 2     | 1     | 2     | 9      | 9      | 0      | 7   | Awans do ćwierćfinału |
| 5.  | Irlandia  | 5 | 1     | 0     | 4     | 10     | 16     | −6     | 3   |                       |
| 6.  | Kanada    | 5 | 0     | 1     | 4     | 7      | 22     | −15    | 1   |                       |

Faza grupowa
| 6 sierpnia 201610:00 | Argentyna                                           | 3:3 | Holandia                                             | Olympic Hockey Center Sędzia: Martin Madden Adam Kearns |
| 6 sierpnia 201610:00 | Vila 29', 49' (kr) Paredes 54'                      | 3:3 | 18' Hertzberger 36' (kr) van der Weerden 43' van Ass | Olympic Hockey Center Sędzia: Martin Madden Adam Kearns |
| 6 sierpnia 201610:00 | Callioni 16' · Brunet 24' · Ibarra 55' · Ibarra 57' | 3:3 | 21' Turkstra · 27' Croon · 57' Schuurman             | Olympic Hockey Center Sędzia: Martin Madden Adam Kearns |

| 7 sierpnia 201618:00 | Holandia                                                                          | 5:0 | Irlandia       | Olympic Hockey Center Sędzia: Nathan Stagno Tim Pullman |
| 7 sierpnia 201618:00 | der Weerden 7' (kr), 40' (kr) Croon 8' (kr) Pruyser 42' (kr) Hertzberger 60' (kr) | 5:0 |                | Olympic Hockey Center Sędzia: Nathan Stagno Tim Pullman |
| 7 sierpnia 201618:00 | Kemperman 60'                                                                     | 5:0 | 60' O’Donoghue | Olympic Hockey Center Sędzia: Nathan Stagno Tim Pullman |

| 9 sierpnia 201613:30 | Holandia                                                                                    | 7:0 | Kanada | Olympic Hockey Center Sędzia: Murray Grime Nathan Stagno |
| 9 sierpnia 201613:30 | van Ass 9' (kr) der Weerden 25' (kr), 52' (kr), 60' (kr) Hertzberger 29', 36' Kemperman 58' | 7:0 |        | Olympic Hockey Center Sędzia: Murray Grime Nathan Stagno |
| 9 sierpnia 201613:30 | Bakker 23' · Pruyser 36'                                                                    | 7:0 |        | Olympic Hockey Center Sędzia: Murray Grime Nathan Stagno |

| 11 sierpnia 201610:00 | Holandia                             | 2:1 | Indie                                         | Olympic Hockey Center Sędzia: Murray Grime Martin Madden |
| 11 sierpnia 201610:00 | Hofman 35' (kr) der Weerden 54' (kr) | 2:1 | 38' (kr) Raghunath                            | Olympic Hockey Center Sędzia: Murray Grime Martin Madden |
| 11 sierpnia 201610:00 | Kemperman 60'                        | 2:1 | 12' Raghunath · 42' Raghunath · 42' Sowmarpet | Olympic Hockey Center Sędzia: Murray Grime Martin Madden |

| 12 sierpnia 201613:30 | Niemcy                                           | 2:1 | Holandia                        | Olympic Hockey Center Sędzia: Murray Grime Marcelo Servetto |
| 12 sierpnia 201613:30 | Fuchs 7' Grambusch 33'                           | 2:1 | 44' van As                      | Olympic Hockey Center Sędzia: Murray Grime Marcelo Servetto |
| 12 sierpnia 201613:30 | Fürste 36' · Zwicker 40' · Wellen 44' · Rühr 58' | 2:1 | 30' Pruyser · 60' van der Horst | Olympic Hockey Center Sędzia: Murray Grime Marcelo Servetto |

Ćwierćfinał
| 14 sierpnia 201618:00 | Holandia                                              | 4:0 | Australia | Olympic Hockey Center Sędzia: Christian Blasch Paco Vázquez |
| 14 sierpnia 201618:00 | Bakker 1' de Voogd 28' Verga 33' der Weerden 49' (kr) | 4:0 |           | Olympic Hockey Center Sędzia: Christian Blasch Paco Vázquez |
| 14 sierpnia 201618:00 | Verga 18'                                             | 4:0 |           | Olympic Hockey Center Sędzia: Christian Blasch Paco Vázquez |

Półfinał
| 16 sierpnia 201617:00 | Belgia                                    | 3:1 | Holandia                 | Olympic Hockey Center Sędzia: Germán Montes de Oca Murray Grime |
| 16 sierpnia 201617:00 | Truyens 25' (kr) Dohmen 29' van Aubel 46' | 3:1 | 29' (kr) van der Weerden | Olympic Hockey Center Sędzia: Germán Montes de Oca Murray Grime |
| 16 sierpnia 201617:00 | Boon 60'                                  | 3:1 |                          | Olympic Hockey Center Sędzia: Germán Montes de Oca Murray Grime |

Mecz o brązowy medal
| 18 sierpnia 201612:00 | Holandia                                                | 1:1 k. 3:4  | Niemcy                                 | Olympic Hockey Center Sędzia: Marcelo Servetto Martin Madden |
| 18 sierpnia 201612:00 | Croon 35'                                               | 1:1 k. 3:4  | 42' Grambusch                          | Olympic Hockey Center Sędzia: Marcelo Servetto Martin Madden |
| 18 sierpnia 201612:00 | Bakker 18'                                              | 1:1 k. 3:4  |                                        | Olympic Hockey Center Sędzia: Marcelo Servetto Martin Madden |
| 18 sierpnia 201612:00 | · Bakker · Kempermann · Hertzberger · van Ass · de Wijn | Rzuty karne | · Hauke · Grambusch · Herzbruch · Butt | Olympic Hockey Center Sędzia: Marcelo Servetto Martin Madden |

#### Turniej kobiet
- Reprezentacja kobiet

Trener: Alyson Annan
| - Joyce Sombroek - Xan de Waard - Kitty van Male - Laurien Leurink - Willemijn Bos - Marloes Keetels - Carlien Dirkse van den Heuvel - Kelly Jonker |  | - Maria Verschoor - Lidewij Welten - Caia van Maasakker - Maartje Paumen - Naomi van As - Ellen Hoog - Margot van Geffen - Eva de Goede |

Źródło:
Grupa A
| Lp. | Drużyna          | M | Mecze | Mecze | Mecze | Bramki | Bramki | Bramki | Pkt | Uwagi                 |
| Lp. | Drużyna          | M | W     | R     | P     | +      | −      | +/−    | Pkt | Uwagi                 |
| --- | ---------------- | - | ----- | ----- | ----- | ------ | ------ | ------ | --- | --------------------- |
| 1.  | Holandia         | 5 | 4     | 1     | 0     | 13     | 1      | +12    | 13  | Awans do ćwierćfinału |
| 2.  | Nowa Zelandia    | 5 | 3     | 1     | 1     | 11     | 5      | +6     | 10  | Awans do ćwierćfinału |
| 3.  | Niemcy           | 5 | 2     | 1     | 2     | 6      | 6      | 0      | 7   | Awans do ćwierćfinału |
| 4.  | Hiszpania        | 5 | 2     | 0     | 3     | 6      | 12     | −6     | 6   | Awans do ćwierćfinału |
| 5.  | Chiny            | 5 | 1     | 2     | 2     | 3      | 5      | −2     | 5   |                       |
| 6.  | Korea Południowa | 5 | 0     | 1     | 4     | 3      | 13     | −10    | 1   |                       |

| 7 sierpnia 201612:30 | Holandia                                                     | 5:0 | Hiszpania                   | Olympic Hockey Center Sędzia: Amy Baxter Amber Church |
| 7 sierpnia 201612:30 | Welten 12' Leurink 16' Keetels 19' Paumen 23' (kr), 49' (kr) | 5:0 |                             | Olympic Hockey Center Sędzia: Amy Baxter Amber Church |
| 7 sierpnia 201612:30 | van Geffen 35'                                               | 5:0 | 10' Salvatella · 13' García | Olympic Hockey Center Sędzia: Amy Baxter Amber Church |

| 8 sierpnia 201617:00 | Holandia                                    | 4:0 | Korea Południowa | Olympic Hockey Center Sędzia: Kelly Hudson Sarah Wilson |
| 8 sierpnia 201617:00 | Jonker 9', 30' (42), kr' van den Heuvel 46' | 4:0 |                  | Olympic Hockey Center Sędzia: Kelly Hudson Sarah Wilson |
| 8 sierpnia 201617:00 | Welten 41' · Paumen 52'                     | 4:0 | 6' Kim · 36' Han | Olympic Hockey Center Sędzia: Kelly Hudson Sarah Wilson |

| 10 sierpnia 201618:00 | Chiny                                                   | 0:1 | Holandia | Olympic Hockey Center Sędzia: Kelly Hudson Carolina de la Fuente |
| 10 sierpnia 201618:00 | 59' van Male                                            | 0:1 |          | Olympic Hockey Center Sędzia: Kelly Hudson Carolina de la Fuente |
| 10 sierpnia 201618:00 | 29' van Geffen · 54' van Maasakker · 59' van den Heuvel | 0:1 |          | Olympic Hockey Center Sędzia: Kelly Hudson Carolina de la Fuente |

| 12 sierpnia 201611:00 | Nowa Zelandia            | 1:1 | Holandia        | Olympic Hockey Center Sędzia: Carolina de la Fuente Michelle Joubert |
| 12 sierpnia 201611:00 | Whitelock 59'            | 1:1 | 28' (kr) Paumen | Olympic Hockey Center Sędzia: Carolina de la Fuente Michelle Joubert |
| 12 sierpnia 201611:00 | 11' Leurink · 21' Welten | 1:1 |                 | Olympic Hockey Center Sędzia: Carolina de la Fuente Michelle Joubert |

| 11 sierpnia 201612:30 | Holandia                  | 2:0 | Niemcy | Olympic Hockey Center Sędzia: Soledad Iparraguiree Melissa Trivic |
| 11 sierpnia 201612:30 | de Waard 5' van Male 44'  | 2:0 |        | Olympic Hockey Center Sędzia: Soledad Iparraguiree Melissa Trivic |
| 11 sierpnia 201612:30 | 25' Schröder · 53' Müller | 2:0 |        | Olympic Hockey Center Sędzia: Soledad Iparraguiree Melissa Trivic |

Ćwierćfinał
| 15 sierpnia 201620:30 | Holandia                                                  | 3:2 | Argentyna                      | Olympic Hockey Center Sędzia: Michelle Joubert Laurine Delforge |
| 15 sierpnia 201620:30 | Welten 5' Leurink 25' Jonker 47' (kr)                     | 3:2 | 41' (kr) Habif 53' (kr) Merino | Olympic Hockey Center Sędzia: Michelle Joubert Laurine Delforge |
| 15 sierpnia 201620:30 | de Goede 28' · de Goede 40' · van As 43' · van Geffen 43' | 3:2 | 3' Habif · 58' Habif           | Olympic Hockey Center Sędzia: Michelle Joubert Laurine Delforge |

Półfinał
| 17 sierpnia 201612:00 | Holandia                                                  | 1:1 k. 4:3  | Niemcy                                                                       | Olympic Hockey Center Sędzia: Laurine Delforge Soledad Iparraguiree |
| 17 sierpnia 201612:00 | Paumen 16' (kr)                                           | 1:1 k. 4:3  | 11' (kr) Schütze                                                             | Olympic Hockey Center Sędzia: Laurine Delforge Soledad Iparraguiree |
| 17 sierpnia 201612:00 | 21' Teschke · 28' Altenburg · 53' Müller · 54' Oldhafer   | 1:1 k. 4:3  |                                                                              | Olympic Hockey Center Sędzia: Laurine Delforge Soledad Iparraguiree |
| 17 sierpnia 201612:00 | · Bos · Hoog · Keetels · van Geffen · Jonker · Bos · Hoog | Rzuty karne | · Müller-Wieland · Mävers · Hahn · Teschke · Hauke · Müller-Wieland · Mävers | Olympic Hockey Center Sędzia: Laurine Delforge Soledad Iparraguiree |

Finał
| 19 sierpnia 201617:00 | Holandia                                      | 3:3 k. 0:2  | Wielka Brytania                                      | Olympic Hockey Center Sędzia: Michelle Joubert Laurine Delforge |
| 19 sierpnia 201617:00 | van Male 16' Paumen 25' (kr) Leurink 37' (kr) | 3:3 k. 0:2  | 10' Owsley 26' Cullen 52' (kr) White                 | Olympic Hockey Center Sędzia: Michelle Joubert Laurine Delforge |
| 19 sierpnia 201617:00 | Leurink 52'                                   | 3:3 k. 0:2  | 18' Cullen                                           | Olympic Hockey Center Sędzia: Michelle Joubert Laurine Delforge |
| 19 sierpnia 201617:00 | · Bos · Hoog · Leurink · van Geffen           | Rzuty karne | · Richardson-Walsh · Danson · Bray · Unsworth · Webb | Olympic Hockey Center Sędzia: Michelle Joubert Laurine Delforge |

### Jeździectwo

#### Skoki przez przeszkody
| Zawodnik                                                             | Koń          | Konkurencja   | Kwalifikacje | Kwalifikacje | Kwalifikacje | Kwalifikacje | Kwalifikacje | Kwalifikacje | Kwalifikacje | Kwalifikacje | Finał   | Finał   | Finał   | Finał   | Finał   | Razem | Razem   | Źródło                 |
| Zawodnik                                                             | Koń          | Konkurencja   | Runda 1      | Runda 1      | Runda 2      | Runda 2      | Runda 2      | Runda 3      | Runda 3      | Runda 3      | Runda A | Runda A | Runda B | Runda B | Runda B | Razem | Razem   | Źródło                 |
| Zawodnik                                                             | Koń          | Konkurencja   | Kary         | Miejsce      | Kary         | Łącznie      | Miejsce      | Kary         | Łącznie      | Miejsce      | Kary    | Miejsce | Kary    | Łącznie | Miejsce | Kary  | Miejsce | Źródło                 |
| -------------------------------------------------------------------- | ------------ | ------------- | ------------ | ------------ | ------------ | ------------ | ------------ | ------------ | ------------ | ------------ | ------- | ------- | ------- | ------- | ------- | ----- | ------- | ---------------------- |
| Maikel van der Vleuten                                               | Verdi        | indywidualnie | 0            | =1. Q        | 0            | 0            | =1. Q        | 1            | 1            | =2. Q        | 4       | =16. Q  | 5       | 9       | =18.    | 9     | =18.    | [ 96 ] [ 97 ] [ 98 ]   |
| Harrie Smolders                                                      | Emeraid      | indywidualnie | 0            | =1.          | 0            | 0            | =1.          | 12           | 12           | =31. Q       | 4       | =16. Q  | DNS     | DNS     | DNS     | DNF   | 27.     | [ 96 ] [ 97 ] [ 98 ]   |
| Jeroen Dubbeldam                                                     | Zenith       | indywidualnie | 4            | =27. Q       | 0            | 4            | =15. Q       | 5            | 9            | =23. Q       | 0       | =1. Q   | 1       | 1       | =10.    | 1     | =10.    | [ 96 ] [ 97 ] [ 98 ]   |
| Jur Vrieling                                                         | Zirocco Blue | indywidualnie | DSQ          | DSQ          | DSQ          | DSQ          | DSQ          | DNS          | DNS          | DNS          | NQ      | NQ      | NQ      | NQ      | NQ      | DSQ   | DSQ     | [ 96 ] [ 97 ] [ 98 ]   |
| Maikel van der Vleuten Harrie Smolders Jeroen Dubbeldam Jur Vrieling | Patrz wyżej  | drużynowo     | 4            | =3. Q        | —            | —            | —            | —            | —            | —            | 0       | =1. Q   | 18      | 18      | =7.     | 18    | =7.     | [ 99 ] [ 100 ] [ 101 ] |

#### Ujeżdżenie
| Zawodnik                                                                    | Koń         | Konkurencja   | Grand Prix | Grand Prix | Grand Prix Special | Grand Prix Special | Grand Prix Freestyle | Grand Prix Freestyle | Razem  | Razem   | Źródło                  |
| Zawodnik                                                                    | Koń         | Konkurencja   | Punkty     | Pozycja    | Punkty             | Pozycja            | Punkty               | Pozycja              | Punkty | Pozycja | Źródło                  |
| --------------------------------------------------------------------------- | ----------- | ------------- | ---------- | ---------- | ------------------ | ------------------ | -------------------- | -------------------- | ------ | ------- | ----------------------- |
| Hans Peter Minderhoud                                                       | Johnson     | indywidualnie | 76,957     | 9. Q       | 75,224             | 13. Q              | 80,571               | 9.                   | 80,571 | 9.      | [ 102 ] [ 103 ] [ 104 ] |
| Diederik van Silfhout                                                       | Arlando     | indywidualnie | 75,900     | 13. Q      | 76,092             | 11. Q              | 79,535               | 11.                  | 79,535 | 11.     | [ 102 ] [ 103 ] [ 104 ] |
| Edward Gal                                                                  | Voice       | indywidualnie | 75,271     | 16. Q      | 73,655             | 20.                | NQ                   | NQ                   | 73,655 | 20.     | [ 102 ] [ 103 ] [ 104 ] |
| Adelinde Cornelissen                                                        | Parzival    | indywidualnie | DNF        | DNF        | NQ                 | NQ                 | NQ                   | NQ                   | DNF    | DNF     | [ 102 ] [ 103 ] [ 104 ] |
| Hans Peter Minderhoud Diederik van Silfhout Edward Gal Adelinde Cornelissen | Patrz wyżej | drużynowo     | 76,043     | 4. Q       | 74,991             | 4.                 | —                    | —                    | 74,991 | 4.      | [ 105 ] [ 106 ] [ 107 ] |

#### WKKW
| Zawodnik                                                   | Koń          | Konkurencja   | Ujeżdżenie | Ujeżdżenie | Próba terenowa | Próba terenowa | Razem      | Razem      | Skoki        | Skoki        | Skoki        | Skoki | Skoki | Skoki   | Łącznie | Łącznie | Źródło                  |
| Zawodnik                                                   | Koń          | Konkurencja   | Ujeżdżenie | Ujeżdżenie | Próba terenowa | Próba terenowa | Razem      | Razem      | Kwalifikacje | Kwalifikacje | Kwalifikacje | Finał | Finał | Finał   | Łącznie | Łącznie | Źródło                  |
| Zawodnik                                                   | Koń          | Konkurencja   | Kary       | Miejsce    | Kary           | Miejsce        | Kary       | Miejsce    | Kary         | Razem        | Miejsce      | Kary  | Razem | Miejsce | Razem   | Miejsce | Źródło                  |
| ---------------------------------------------------------- | ------------ | ------------- | ---------- | ---------- | -------------- | -------------- | ---------- | ---------- | ------------ | ------------ | ------------ | ----- | ----- | ------- | ------- | ------- | ----------------------- |
| Tim Lips                                                   | Bayro        | indywidualnie | 46,00      | 20.        | 28,00          | 25.            | 74,00      | 25.        | 8,00         | 82,00        | 23. Q        | 0,00  | 82,00 | 21.     | 82,00   | 21.     | [ 108 ] [ 109 ] [ 110 ] |
| Alice Naber-Lozeman                                        | Peter Parker | indywidualnie | 46,20      | 21.        | 52,00          | 32.            | 98,20      | 32.        | 4,00         | 102,20       | 32.          | NQ    | NQ    | NQ      | 102,20  | 32.     | [ 108 ] [ 109 ] [ 110 ] |
| Merel Blom                                                 | Rumor Has It | indywidualnie | 54,40      | 53.        | 12             | 20.            | 66,40      | 20.        | 2,00         | 68,40        | 19. Q        | 8,00  | 76,40 | 19.     | 76,40   | 19.     | [ 108 ] [ 109 ] [ 110 ] |
| Theo van de Vendel                                         | Zidane       | indywidualnie | 65,70      | 64.        | Eliminacja     | Eliminacja     | Eliminacja | Eliminacja | NQ           | NQ           | NQ           | NQ    | NQ    | NQ      | NQ      | NQ      | [ 108 ] [ 109 ] [ 110 ] |
| Tim Lips Alice Naber-Lozeman Merel Blom Theo van de Vendel | Patrz wyżej  | drużynowo     | 146,60     | 11.        | 92,00          | 5.             | 238,60     | 5.         | 14,00        | 252,60       | 6.           | —     | —     | —       | 252,60  | 6.      | [ 111 ] [ 112 ] [ 113 ] |

### Judo
Mężczyźni
| Zawodnik        | Konkurencja | 1/32             | 1/16                  | 1/8               | Ćwierćfinał      | Półfinał         | Repasaże          | Finał/BM         | Finał/BM | Źródło                 |
| Zawodnik        | Konkurencja | Przeciwnik Wynik | Przeciwnik Wynik      | Przeciwnik Wynik  | Przeciwnik Wynik | Przeciwnik Wynik | Przeciwnik Wynik  | Przeciwnik Wynik | Pozycja  | Źródło                 |
| --------------- | ----------- | ---------------- | --------------------- | ----------------- | ---------------- | ---------------- | ----------------- | ---------------- | -------- | ---------------------- |
| Jeroen Mooren   | - 60 kg     | BYE              | Mudranow P 001-002    | NQ                | NQ               | NQ               | NQ                | NQ               | NQ       | [ 40 ] [ 114 ] [ 115 ] |
| Dex Elmont      | - 73 kg     | BYE              | Sharipov W 010-000    | Ungvári P 000-110 | NQ               | NQ               | NQ                | NQ               | NQ       | [ 40 ] [ 114 ] [ 116 ] |
| Frank de Wit    | - 81 kg     | BYE              | Iwanow P 000-110      | NQ                | NQ               | NQ               | NQ                | NQ               | NQ       | [ 40 ] [ 117 ] [ 118 ] |
| Noël van ’t End | - 90 kg     | BYE              | Otgonbaatar P 000-100 | NQ                | NQ               | NQ               | NQ                | NQ               | NQ       | [ 40 ] [ 119 ] [ 120 ] |
| Henk Grol       | - 100 kg    | BYE              | Reyes W 101-000       | Maret P 000-001   | NQ               | NQ               | NQ                | NQ               | NQ       | [ 40 ] [ 121 ] [ 122 ] |
| Roy Mayer       | + 100 kg    | —                | Ngokaba W 100-000     | Kim S-m W 101-000 | Sason P 000-010  | NQ               | Silva P 000-000 S | NQ               | 7.       | [ 40 ] [ 123 ] [ 124 ] |

Kobiety
| Zawodniczka       | Konkurencja | 1/16                | 1/8                   | Ćwierćfinał          | Półfinał            | Repasaż                  | Finał/BM            | Finał/BM | Źródło                 |
| Zawodniczka       | Konkurencja | Przeciwniczka Wynik | Przeciwniczka Wynik   | Przeciwniczka Wynik  | Przeciwniczka Wynik | Przeciwniczka Wynik      | Przeciwniczka Wynik | Pozycja  | Źródło                 |
| ----------------- | ----------- | ------------------- | --------------------- | -------------------- | ------------------- | ------------------------ | ------------------- | -------- | ---------------------- |
| Sanne Verhagen    | - 57 kg     | Diédhiou W 100-000  | Sumjaa P 000-000 S    | NQ                   | NQ                  | NQ                       | NQ                  | NQ       | [ 40 ] [ 125 ] [ 126 ] |
| Anicka van Emden  | - 63 kg     | Walkowa W 001-000   | Schlesinger W 001-000 | Agbegnenou P 000-101 | NQ                  | Unterwurzacher W 001-000 | Silva W 001-000     | 3.       | [ 40 ] [ 41 ] [ 42 ]   |
| Kim Polling       | - 70 kg     | BYE                 | Tachimoto P 001-002   | NQ                   | NQ                  | NQ                       | NQ                  | NQ       | [ 40 ] [ 127 ] [ 128 ] |
| Marhinde Verkerk  | - 78 kg     | BYE                 | Castillo P 000-000 S  | NQ                   | NQ                  | NQ                       | NQ                  | NQ       | [ 40 ] [ 129 ] [ 130 ] |
| Tessie Savelkouls | + 78 kg     | BYE                 | Iaromka W 101-000     | Yamabe P 000-101     | NQ                  | Kim M-j P 000-102        | NQ                  | 7.       | [ 40 ] [ 131 ] [ 132 ] |

### Kolarstwo

#### Kolarstwo BMX
| Zawodnicy         | Konkurencja | Eliminacje | Eliminacje | Ćwierćfinał | Ćwierćfinał | Półfinał | Półfinał | Finał   | Finał   | Źródło          |
| Zawodnicy         | Konkurencja | Wynik      | Miejsce    | Punkty      | Miejsce     | Punkty   | Miejsce  | Wynik   | Miejsce | Źródło          |
| ----------------- | ----------- | ---------- | ---------- | ----------- | ----------- | -------- | -------- | ------- | ------- | --------------- |
| Twan van Gendt    | mężczyźni   | 34,93      | 6.         | 10          | 3. Q        | 15       | 5.       | NQ      | NQ      | [ 32 ] [ 33 ]   |
| Jelle van Gorkom  | mężczyźni   | 35,41      | 8.         | 14          | 4. Q        | 12       | 3. Q     | 35,31   | 2.      | [ 32 ] [ 33 ]   |
| Niek Kimmann      | mężczyźni   | 35,07      | 8.         | 14          | 4.          | 12       | 3. Q     | 36,57   | 7.      | [ 32 ] [ 33 ]   |
| Merle van Benthem | kobiety     | 35,64      | 9.         | —           | —           | 21       | 8.       | NQ      | NQ      | [ 133 ] [ 134 ] |
| Laura Smulders    | kobiety     | 35,11      | 3.         | —           | —           | 4        | 1. Q     | 1:52,23 | 7.      | [ 133 ] [ 134 ] |

#### Kolarstwo górskie
| Zawodnik       | Konkurencja | Czas    | Pozycja | Źródło          |
| -------------- | ----------- | ------- | ------- | --------------- |
| Rudi van Houts | mężczyźni   | DNF'    | DNF'    | [ 135 ] [ 136 ] |
| Anne Terpstra  | kobiety     | 1:36:33 | 15.     | [ 137 ] [ 138 ] |

#### Kolarstwo szosowe
Mężczyźni
| Zawodnik          | Konkurencja                | Czas       | Miejsce | Źródło                  |
| ----------------- | -------------------------- | ---------- | ------- | ----------------------- |
| Steven Kruijswijk | wyścig ze startu wspólnego | 6:22:23    | 39.     | [ 139 ] [ 140 ] [ 141 ] |
| Bauke Mollema     | wyścig ze startu wspólnego | 6:13:36    | 17.     | [ 139 ] [ 140 ] [ 141 ] |
| Tom Dumoulin      | wyścig ze startu wspólnego | DNF        | DNF     | [ 139 ] [ 140 ] [ 141 ] |
| Tom Dumoulin      | jazda indywidualna na czas | 1:13:02,83 | 2.      | [ 21 ] [ 22 ] [ 23 ]    |
| Wout Poels        | jazda indywidualna na czas | DNF        | DNF     | [ 21 ] [ 22 ] [ 23 ]    |
| Wout Poels        | wyścig ze startu wspólnego | DNS        | DNS     | [ 139 ] [ 140 ] [ 141 ] |

Kobiety
| Zawodniczka          | Konkurencja                | Czas     | Miejsce | Źródło              |
| -------------------- | -------------------------- | -------- | ------- | ------------------- |
| Annemiek van Vleuten | wyścig ze startu wspólnego | DNF      | DNF     | [ 2 ] [ 3 ] [ 4 ]   |
| Marianne Vos         | wyścig ze startu wspólnego | 3:52:41  | 9.      | [ 2 ] [ 3 ] [ 4 ]   |
| Anna van der Breggen | wyścig ze startu wspólnego | 3:51:27  | 1.      | [ 2 ] [ 3 ] [ 4 ]   |
| Anna van der Breggen | jazda indywidualna na czas | 44:37,80 | 3.      | [ 2 ] [ 43 ] [ 44 ] |
| Ellen van Dijk       | jazda indywidualna na czas | 44:48,74 | 4.      | [ 2 ] [ 43 ] [ 44 ] |
| Ellen van Dijk       | wyścig ze startu wspólnego | 3:56:24  | 21.     | [ 2 ] [ 3 ] [ 4 ]   |

#### Kolarstwo torowe
Sprint
| Zawodnik            | Konkurencja | Kwalifikacje         | Kwalifikacje | Runda 1                         | Repasaż                         | Runda 2                         | Repasaż                         | Ćwierćfinał                                 | Półfinał                                    | Finał                                       | Finał   | Źródło          |
| Zawodnik            | Konkurencja | Czas Prędkość (km/h) | Pozycja      | Przeciwnik Czas Prędkość (km/h) | Przeciwnik Czas Prędkość (km/h) | Przeciwnik Czas Prędkość (km/h) | Przeciwnik Czas Prędkość (km/h) | Przeciwnik Wyścig I (czas) Wyścig II (czas) | Przeciwnik Wyścig I (czas) Wyścig II (czas) | Przeciwnik Wyścig I (czas) Wyścig II (czas) | Pozycja | Źródło          |
| ------------------- | ----------- | -------------------- | ------------ | ------------------------------- | ------------------------------- | ------------------------------- | ------------------------------- | ------------------------------------------- | ------------------------------------------- | ------------------------------------------- | ------- | --------------- |
| Theo Bos            | mężczyźni   | 9,807 71.005         | 21.          | NQ                              | NQ                              | NQ                              | NQ                              | NQ                                          | NQ                                          | NQ                                          | NQ      | [ 142 ] [ 143 ] |
| Jeffrey Hoogland    | mężczyźni   | 9,837 73.193         | 8. Q         | Pervis P 10,181 70.719          | BYE                             | Baugé P 10,224                  | NQ                              | NQ                                          | NQ                                          | NQ                                          | NQ      | [ 142 ] [ 143 ] |
| Elis Ligtlee        | kobiety     | 11,517 62.516        | 25.          | NQ                              | NQ                              | NQ                              | NQ                              | NQ                                          | NQ                                          | NQ                                          | NQ      | [ 144 ] [ 143 ] |
| Laurine van Riessen | kobiety     | 10,803 66,648        | 4. Q         | Gong P 11,425 63.019            | BYE                             | Krupeckaitė W 11,360 63.380     | BYE                             | Wojnowa W 11,405 W 11,391                   | James P 11,286 P 11,370                     | o 3. miejsce Marchant P 11,314 P 11,431     | 4.      | [ 144 ] [ 143 ] |

Sprint drużynowy
| Zawodnicy                                                         | Konkurencja | Kwalifikacje         | Kwalifikacje | Półfinały                       | Półfinały | Finał                           | Finał   | Źródło                  |
| Zawodnicy                                                         | Konkurencja | Czas Prędkość (km/h) | Pozycja      | Przeciwnik Czas Prędkość (km/h) | Pozycja   | Przeciwnik Czas Prędkość (km/h) | Pozycja | Źródło                  |
| ----------------------------------------------------------------- | ----------- | -------------------- | ------------ | ------------------------------- | --------- | ------------------------------- | ------- | ----------------------- |
| Theo Bos Jeffrey Hoogland Matthijs Büchli Nils van ’t Hoenderdaal | mężczyźni   | 43,688 61.801        | 6. Q         | Australia · P 43,552 · 61,994   | 6.        | NQ                              | NQ      | [ 142 ] [ 143 ] [ 145 ] |
| Elis Ligtlee Laurine van Riessen                                  | kobiety     | 33,189 54.234        | 5. Q         | Australia · P 32,792 · 54.891   | 5.        | NQ                              | NQ      | [ 144 ] [ 146 ] [ 147 ] |

Wyścig drużynowy
| Zawodnicy                                                                                | Konkurencja | Kwalifikacje | Kwalifikacje | Półfinał          | Półfinał | Finał            | Finał | Źródło                  |
| Zawodnicy                                                                                | Konkurencja | Czas         | M.           | Przeciwnicy Wynik | M.       | Przeciwncy Wynik | M.    | Źródło                  |
| ---------------------------------------------------------------------------------------- | ----------- | ------------ | ------------ | ----------------- | -------- | ---------------- | ----- | ----------------------- |
| Joost van der Burg Nils van ’t Hoenderdaal Jan-Willem van Schip Wim Stroetinga Tim Veldt | mężczyźni   | DNF          | DNF          | NQ                | NQ       | NQ               | NQ    | [ 142 ] [ 148 ] [ 149 ] |

Keirin
| Zawodnik            | Konkurencja | Runda 1 | Repesaż | Runda 2 | Finał   | Źródło        |
| Zawodnik            | Konkurencja | Pozycja | Pozycja | Pozycja | Pozycja | Źródło        |
| ------------------- | ----------- | ------- | ------- | ------- | ------- | ------------- |
| Theo Bos            | mężczyźni   | 3. R    | 3.      | NQ      | NQ      | [ 27 ] [ 28 ] |
| Matthijs Büchli     | mężczyźni   | 2.Q     | BYE     | 2. Q    | 2.      | [ 27 ] [ 28 ] |
| Elis Ligtlee        | kobiety     | 1. Q    | BYE     | 2. Q    | 1.      | [ 8 ] [ 9 ]   |
| Laurine van Riessen | kobiety     | 4. R    | 1. Q    | 4.      | 9.      | [ 8 ] [ 9 ]   |

Omnium
| Zawodnik     | Konkurencja | Okrążenie start lotny | Okrążenie start lotny | Okrążenie start lotny | Wyścig punktowy | Wyścig punktowy | Wyścig eliminacyjny | Wyścig eliminacyjny | Wyścig na dochodzenie | Wyścig na dochodzenie | Wyścig na dochodzenie | Scratch | Scratch | Wyścig czasowy | Wyścig czasowy | Wyścig czasowy | Suma punktów | Pozycja | Źródło                  |
| Zawodnik     | Konkurencja | Czas                  | M.                    | Pkt                   | Pkt.            | M.              | M.                  | Pkt.                | Czas                  | M.                    | Pkt.                  | M.      | Pkt.    | Czas           | M.             | Pkt.           | Suma punktów | Pozycja | Źródło                  |
| ------------ | ----------- | --------------------- | --------------------- | --------------------- | --------------- | --------------- | ------------------- | ------------------- | --------------------- | --------------------- | --------------------- | ------- | ------- | -------------- | -------------- | -------------- | ------------ | ------- | ----------------------- |
| Tim Veldt    | mężczyźni   | 13,170                | 7.                    | 28                    | 7               | 7.              | 16.                 | 10                  | 4:22,856              | 7.                    | 28                    | 16.     | 10      | 1:06,464       | 7.             | 28             | 111          | 9.      | [ 142 ] [ 150 ] [ 151 ] |
| Kirsten Wild | kobiety     | 14,023                | 4.                    | 34                    | 43              | 5.              | 4.                  | 34                  | 3:31,941              | 5.                    | 32                    | 9.      | 24      | 36,562         | 13.            | 16             | 183          | 6.      | [ 144 ] [ 152 ]         |

### Lekkoatletyka
Mężczyźni
| Zawodnik                                                                 | Konkurencja        | Eliminacje | Eliminacje | Ćwierćfinał | Ćwierćfinał | Półfinał | Półfinał | Finał   | Finał   | Źródło                  |
| Zawodnik                                                                 | Konkurencja        | Wynik      | Miejsce    | Wynik       | Miejsce     | Wynik    | Miejsce  | Wynik   | Miejsce | Źródło                  |
| ------------------------------------------------------------------------ | ------------------ | ---------- | ---------- | ----------- | ----------- | -------- | -------- | ------- | ------- | ----------------------- |
| Solomon Bockarie                                                         | bieg na 100 m      | BYE        | BYE        | 10,36       | =5.         | NQ       | NQ       | NQ      | NQ      | [ 153 ] [ 154 ] [ 155 ] |
| Churandy Martina                                                         | bieg na 100 m      | BYE        | BYE        | 10,22       | 5.          | NQ       | NQ       | NQ      | NQ      | [ 153 ] [ 154 ] [ 155 ] |
| Churandy Martina                                                         | bieg na 200 m      | 20,29      | 2. Q       | —           | —           | 20,10    | 2. Q     | 20,13   | 5.      | [ 156 ] [ 157 ] [ 158 ] |
| Solomon Bockarie                                                         | bieg na 200 m      | 20,42      | 3.         | —           | —           | NQ       | NQ       | NQ      | NQ      | [ 156 ] [ 157 ] [ 158 ] |
| Liemarvin Bonevacia                                                      | bieg na 400 m      | 45,49      | 3. Q       | —           | —           | 45,03    | 7.       | NQ      | NQ      | [ 159 ] [ 160 ] [ 161 ] |
| Abdi Nageeye                                                             | maraton            | —          | —          | —           | —           | —        | —        | 2:13:01 | 11.     | [ 162 ] [ 163 ] [ 164 ] |
| Solomon Bockarie Giovanni Codrington Liemarvin Bonevacia Hensley Paulina | sztafeta 4 × 100 m | 38,53      | 8.         | —           | —           | —        | —        | NQ      | NQ      | [ 165 ] [ 166 ]         |

| Zawodnik       | Konkurencja | Eliminacje | Eliminacje | Finał    | Finał   | Źródło                  |
| Zawodnik       | Konkurencja | Rezultat   | Miejsce    | Rezultat | Miejsce | Źródło                  |
| -------------- | ----------- | ---------- | ---------- | -------- | ------- | ----------------------- |
| Fabian Florant | trójskok    | 16,51      | 22.        | NQ       | NQ      | [ 167 ] [ 168 ] [ 169 ] |

Dziesięciobój
| Zawodnik           | Konkurencja | 100 m | LJ   | SP    | HJ   | 400 m | 110H | DT | PV | JT | 1500 m | Razem | Pozycja | Źródło                  |
| ------------------ | ----------- | ----- | ---- | ----- | ---- | ----- | ---- | -- | -- | -- | ------ | ----- | ------- | ----------------------- |
| Pieter Braun       | Rezultat    | 11,03 | 7,55 | 13,90 | 1,95 | DNS   | –    | –  | –  | –  | –      | DNF   | DNF     | [ 170 ] [ 171 ] [ 172 ] |
| Pieter Braun       | Punkty      | 854   | 947  | 722   | 758  | 0     | –    | –  | –  | –  | –      | DNF   | DNF     | [ 170 ] [ 171 ] [ 172 ] |
| Eelco Sintnicolaas | Rezultat    | 10,87 | DNS  | –     | –    | –     | –    | –  | –  | –  | –      | DNF   | DNF     | [ 170 ] [ 171 ] [ 172 ] |
| Eelco Sintnicolaas | Punkty      | 890   | 0    | –     | –    | –     | –    | –  | –  | –  | –      | DNF   | DNF     | [ 170 ] [ 171 ] [ 172 ] |

Kobiety
| Zawodniczka                                                      | Konkurencja                | Eliminacje | Eliminacje | Ćwierćfinał | Ćwierćfinał | Półfinał | Półfinał | Finał    | Finał   | Źródło                  |
| Zawodniczka                                                      | Konkurencja                | Wynik      | Miejsce    | Wynik       | Miejsce     | Wynik    | Miejsce  | Wynik    | Miejsce | Źródło                  |
| ---------------------------------------------------------------- | -------------------------- | ---------- | ---------- | ----------- | ----------- | -------- | -------- | -------- | ------- | ----------------------- |
| Dafne Schippers                                                  | bieg na 100 m              | BYE        | BYE        | 11,15       | 1. Q        | 10,90    | 2. Q     | 10,90    | 5.      | [ 173 ] [ 174 ] [ 175 ] |
| Dafne Schippers                                                  | bieg na 200 m              | 22,51      | 2. Q       | —           | —           | 21,96    | 1. Q     | 21,88    | 2.      | [ 29 ] [ 30 ] [ 31 ]    |
| Jamile Samuel                                                    | bieg na 200 m              | 23,04      | 3.         | —           | —           | NQ       | NQ       | NQ       | NQ      | [ 29 ] [ 30 ] [ 31 ]    |
| Tessa van Schagen                                                | bieg na 200 m              | 23,41      | 4.         | —           | —           | NQ       | NQ       | NQ       | NQ      | [ 29 ] [ 30 ] [ 31 ]    |
| Sifan Hassan                                                     | bieg na 800 m              | 2:00,27    | 5.         | —           | —           | NQ       | NQ       | NQ       | NQ      | [ 176 ] [ 177 ] [ 178 ] |
| Sifan Hassan                                                     | bieg na 1500 m             | 4:06,64    | 1. Q       | —           | —           | 4:03,62  | 2. Q     | 4:11,23  | 5.      | [ 179 ] [ 180 ] [ 181 ] |
| Maureen Koster                                                   | bieg na 1500 m             | 4:13,15    | 8.         | —           | —           | NQ       | NQ       | NQ       | NQ      | [ 179 ] [ 180 ] [ 181 ] |
| Maureen Koster                                                   | bieg na 5000 m             | DNS        | DNS        | —           | —           | —        | —        | NQ       | NQ      | [ 182 ] [ 183 ] [ 184 ] |
| Susan Krumins                                                    | bieg na 5000 m             | 15:19,96   | 5. Q       | —           | —           | —        | —        | 15:00,69 | 8.      | [ 182 ] [ 183 ] [ 184 ] |
| Susan Krumins                                                    | bieg na 10 000 m           | —          | —          | —           | —           | —        | —        | 31:32,43 | 14.     | [ 185 ] [ 186 ] [ 187 ] |
| Jip Vastenburg                                                   | bieg na 10 000 m           | —          | —          | —           | —           | —        | —        | 32:08,92 | 28.     | [ 185 ] [ 186 ] [ 187 ] |
| Andrea Deelstra                                                  | maraton                    | —          | —          | —           | —           | —        | —        | 2:40:49  | 60.     | [ 188 ] [ 189 ] [ 190 ] |
| Nadine Visser                                                    | bieg na 100 m przez płotki | 13,07      | 4.         | —           | —           | NQ       | NQ       | NQ       | NQ      | [ 191 ] [ 192 ] [ 193 ] |
| Jamile Samuel Tessa van Schagen Dafne Schippers Naomi Sedney     | sztafeta 4 × 100 m         | 42,88      | 6.         | —           | —           | —        | —        | NQ       | NQ      | [ 194 ] [ 195 ]         |
| Eva Hovenkamp Nicky van Leuveren Laura de Witte Lisanne de Witte | sztafeta 4 × 400 m         | 3:26,98    | 6.         | —           | —           | —        | —        | NQ       | NQ      | [ 196 ] [ 197 ]         |

| Zawodniczka       | Konkurencja    | Eliminacje | Eliminacje | Finał    | Finał   | Źródło                  |
| Zawodniczka       | Konkurencja    | Rezultat   | Miejsce    | Rezultat | Miejsce | Źródło                  |
| ----------------- | -------------- | ---------- | ---------- | -------- | ------- | ----------------------- |
| Femke Pluim       | skok o tyczce  | 4,15       | =29.       | NQ       | NQ      | [ 198 ] [ 199 ] [ 200 ] |
| Melissa Boekelman | pchnięcie kulą | 17,69      | 15.        | NQ       | NQ      | [ 201 ] [ 202 ] [ 203 ] |

Siedmiobój
| Zawodniczka     | Konkurencja | 100H  | HJ   | SP    | 200 m | LJ   | JT    | 800 m   | Razem | Pozycja | Źródło                  |
| --------------- | ----------- | ----- | ---- | ----- | ----- | ---- | ----- | ------- | ----- | ------- | ----------------------- |
| Nadine Broersen | Rezultat    | 13,56 | 1,77 | 14,04 | 24,94 | 6,15 | 50,80 | 2:17,55 | 6300  | 13.     | [ 204 ] [ 205 ] [ 206 ] |
| Nadine Broersen | Punkty      | 1041  | 941  | 797   | 892   | 896  | 876   | 857     | 6300  | 13.     | [ 204 ] [ 205 ] [ 206 ] |
| Anouk Vetter    | Rezultat    | 13,47 | 1,77 | 14,78 | 23,96 | 6,10 | 48,42 | 2:17,71 | 6394  | 10.     | [ 204 ] [ 205 ] [ 206 ] |
| Anouk Vetter    | Punkty      | 1055  | 941  | 846   | 987   | 880  | 830   | 855     | 6394  | 10.     | [ 204 ] [ 205 ] [ 206 ] |
| Nadine Visser   | Rezultat    | 13,02 | 1,68 | 12,84 | 24,34 | 6,35 | 42,48 | 2:14,47 | 6190  | 19.     | [ 204 ] [ 205 ] [ 206 ] |
| Nadine Visser   | Punkty      | 1121  | 830  | 717   | 948   | 959  | 715   | 900     | 6190  | 19.     | [ 204 ] [ 205 ] [ 206 ] |

### Łucznictwo
Mężczyźni
| Zawodnik                                           | Konkurencja   | Runda rankingowa | Runda rankingowa | 1/32             | 1/16             | 1/8               | Ćwierćfinał              | Półfinał         | Finał/BM         | Finał/BM | Źródło                  |
| Zawodnik                                           | Konkurencja   | Punkty           | Rozstawienie     | Przeciwnik Wynik | Przeciwnik Wynik | Przeciwnik Wynik  | Przeciwnik Wynik         | Przeciwnik Wynik | Przeciwnik Wynik | Pozycja  | Źródło                  |
| -------------------------------------------------- | ------------- | ---------------- | ---------------- | ---------------- | ---------------- | ----------------- | ------------------------ | ---------------- | ---------------- | -------- | ----------------------- |
| Sjef van den Berg                                  | indywidualnie | 684              | 4.               | Jensen W 7-3     | Gazoz W 7-3      | Soto W 6-5        | Lee S-y W 6-4            | Valladont P 3-7  | Ellison P 2-6    | 4        | [ 207 ] [ 208 ] [ 209 ] |
| Mitch Dielemans                                    | indywidualnie | 634              | 58.              | Furukawa P 1-7   | NQ               | NQ                | NQ                       | NQ               | NQ               | NQ       | [ 207 ] [ 208 ] [ 209 ] |
| Rick van der Ven                                   | indywidualnie | 663              | 27.              | Huston P 4-6     | NQ               | NQ                | NQ                       | NQ               | NQ               | NQ       | [ 207 ] [ 208 ] [ 209 ] |
| Sjef van den Berg Mitch Dielemans Rick van der Ven | drużynowo     | 1981             | 9.               | —                | —                | Hiszpania · W 5-1 | Korea Południowa · P 0-6 | NQ               | NQ               | 5.       | [ 210 ] [ 211 ] [ 212 ] |

### Piłka ręczna

#### Turniej kobiet
- Reprezentacja kobiet

Trener: Henk Groener
| - Jessy Kramer - Laura van der Heijden - Lois Abbingh - Sanne van Olphen - Danick Snelder - Yvette Broch - Cornelia Groot - Kelly Dulfer |  | - Michelle Goos - Jasmina Janković - Martine Smeets - Angela Malestein - Jurswailly Luciano - Tess Wester - Estavana Polman |

Źródło:
Grupa B
| 6 sierpnia 201611:30 | Holandia         | 14:18(6:10) | Francja               | Arena do Futuro, Rio de Janeiro Widzów: 8452 Sędzia: Roen, Arntsen |
| 6 sierpnia 201611:30 | Cornelia Groot 3 | 14:18(6:10) | Alexandra Lacrabère 6 | Arena do Futuro, Rio de Janeiro Widzów: 8452 Sędzia: Roen, Arntsen |
| 6 sierpnia 201611:30 | 5× · 3×          | 14:18(6:10) | 3× · 3×               | Arena do Futuro, Rio de Janeiro Widzów: 8452 Sędzia: Roen, Arntsen |

| 8 sierpnia 201619:50 | Argentyna         | 18:26(9:13) | Holandia          | Arena do Futuro, Rio de Janeiro Widzów: 8975 Sędzia: Mousaviyan, Kolahdouzan |
| 8 sierpnia 201619:50 | Luciana Mendoza 3 | 18:26(9:13) | Estavana Polman 6 | Arena do Futuro, Rio de Janeiro Widzów: 8975 Sędzia: Mousaviyan, Kolahdouzan |
| 8 sierpnia 201619:50 | 6× · 1×           | 18:26(9:13) | 5× · 3×           | Arena do Futuro, Rio de Janeiro Widzów: 8975 Sędzia: Mousaviyan, Kolahdouzan |

| 10 sierpnia 201619:50 | Holandia       | 32:32(18:17) | Korea Południowa | Arena do Futuro, Rio de Janeiro Widzów: 6248 Sędzia: Lopéz, Ramírez |
| 10 sierpnia 201619:50 | Yvette Broch 7 | 32:32(18:17) | Gwon Han-na 11   | Arena do Futuro, Rio de Janeiro Widzów: 6248 Sędzia: Lopéz, Ramírez |
| 10 sierpnia 201619:50 | 5× · 3×        | 32:32(18:17) | 3× · 4×          | Arena do Futuro, Rio de Janeiro Widzów: 6248 Sędzia: Lopéz, Ramírez |

| 12 sierpnia 201611:30 | Szwecja            | 29:29(16:13) | Holandia           | Arena do Futuro, Rio de Janeiro Widzów: 5958 Sędzia: Alpaidze, Berekzina |
| 12 sierpnia 201611:30 | Nathalie Hagman 14 | 29:29(16:13) | Angela Malestein 5 | Arena do Futuro, Rio de Janeiro Widzów: 5958 Sędzia: Alpaidze, Berekzina |
| 12 sierpnia 201611:30 | 3× · 3×            | 29:29(16:13) | 1× · 2×            | Arena do Futuro, Rio de Janeiro Widzów: 5958 Sędzia: Alpaidze, Berekzina |

| 14 sierpnia 201614:40 | Holandia           | 34:38(16:17) | Rosja                | Arena do Futuro, Rio de Janeiro Widzów: 8542 Sędzia: Lah, Sok |
| 14 sierpnia 201614:40 | Estavana Polman 12 | 34:38(16:17) | Jekatierina Iljina 8 | Arena do Futuro, Rio de Janeiro Widzów: 8542 Sędzia: Lah, Sok |
| 14 sierpnia 201614:40 | 6× · 3×            | 34:38(16:17) | 4× · 2×              | Arena do Futuro, Rio de Janeiro Widzów: 8542 Sędzia: Lah, Sok |

Ćwierćfinał
| 16 sierpnia 201610:00 | Brazylia            | 23:32(11:12) | Holandia          | Arena do Futuro, Rio de Janeiro Widzów: 8878 Sędzia: Arntsen, Røen |
| 16 sierpnia 201610:00 | Fernanda da Silva 7 | 23:32(11:12) | Estavana Polman 7 | Arena do Futuro, Rio de Janeiro Widzów: 8878 Sędzia: Arntsen, Røen |
| 16 sierpnia 201610:00 | 6× · 4×             | 23:32(11:12) | 2× · 3×           | Arena do Futuro, Rio de Janeiro Widzów: 8878 Sędzia: Arntsen, Røen |

Półfinał
| 18 sierpnia 201615:30 | Holandia                | 23:24(13:17) | Francja          | Arena do Futuro, Rio de Janeiro Widzów: 8702 Sędzia: Koo, Lee |
| 18 sierpnia 201615:30 | Laura van der Heijden 8 | 23:24(13:17) | Allison Pineau 7 | Arena do Futuro, Rio de Janeiro Widzów: 8702 Sędzia: Koo, Lee |
| 18 sierpnia 201615:30 | 2× · 3×                 | 23:24(13:17) | 3× · 2×          | Arena do Futuro, Rio de Janeiro Widzów: 8702 Sędzia: Koo, Lee |

Mecz o brązowy medal
| 20 sierpnia 201610:30 | Holandia         | 26:36(13:19) | Norwegia    | Arena do Futuro, Rio de Janeiro Widzów: 8473 Sędzia: Bonaventura, Bonaventura |
| 20 sierpnia 201610:30 | Cornelia Groot 6 | 26:36(13:19) | Nora Mørk 7 | Arena do Futuro, Rio de Janeiro Widzów: 8473 Sędzia: Bonaventura, Bonaventura |
| 20 sierpnia 201610:30 | 3×               | 26:36(13:19) | 1× · 1×     | Arena do Futuro, Rio de Janeiro Widzów: 8473 Sędzia: Bonaventura, Bonaventura |

### Siatkówka

#### Siatkówka plażowa
| Zawodnicy                               | Konkurencja | Faza grupowa                       | Faza grupowa                                   | Faza grupowa                                     | Pozycja | Play-off          | 1/8                                          | Ćwierćfinały                              | Półfinały                                   | Finał/BM                                  | Finał/BM | Źródło                  |
| Zawodnicy                               | Konkurencja | Przeciwnicy Wynik                  | Przeciwnicy Wynik                              | Przeciwnicy Wynik                                | Pozycja | Przeciwnicy Wynik | Przeciwnicy Wynik                            | Przeciwnicy Wynik                         | Przeciwnicy Wynik                           | Przeciwnicy Wynik                         | Pozycja  | Źródło                  |
| --------------------------------------- | ----------- | ---------------------------------- | ---------------------------------------------- | ------------------------------------------------ | ------- | ----------------- | -------------------------------------------- | ----------------------------------------- | ------------------------------------------- | ----------------------------------------- | -------- | ----------------------- |
| Alexander Brouwer Robert Meeuwsen       | mężczyźni   | Barsuk Lamin W 2:0 (21-15, 21-14)  | Böckermann Flüggen W 2:1 (21-19, 17-21, 16:14) | Kantor Łosiak W 2:0 (21-19, 21-19)               | 1. Q    | —                 | Saxton Schalk W 2:0 (21-12,21-15)            | Nummerdor Varenhorst W 2:0 (25-23, 21-17) | Cerutti Schmidt P 1:2 (17-21, 23-21, 16-14) | Krasilnikow Siemionow W 2:0 (23-21,22-20) | 3.       | [ 48 ] [ 49 ]           |
| Reinder Nummerdor Christiaan Varenhorst | mężczyźni   | Grimalt W 2:0 (21-16,21-13)        | Fijałek Prudel W 2:1 (21-17,19--21, 15-9)      | Krasilnikow Siemionow P 1:2 (15-21, 21-14, 9-15) | 2. Q    | —                 | Ontiveros Virgen W 2:0 (21-18, 21-15)        | Brouwer Meeuwsen P 0:2 (23-25, 17-21)     | NQ                                          | NQ                                        | 5.       | [ 48 ] [ 49 ]           |
| Madelein Meppelink Marleen van Iersel   | kobiety     | Agudo Pazo W 2:0 (21-17, 21-11)    | Alfaro Cope W 2:0 (21-16, 21-16)               | Bawden Clancy P 1:2 (25-27, 21-18, 14-16)        | 2. Q    | —                 | Heidrich Zumkehr P 1:2 (21-19, 13-21, 10-15) | NQ                                        | NQ                                          | NQ                                        | 9.       | [ 222 ] [ 223 ] [ 224 ] |
| Jantine van der Vlist Sophie van Gestel | kobiety     | Bansley Pavan P 0:2 (15-21, 17-21) | Borger Büthe P 0:2 (19-21, 14-21)              | Heidrich Zumkehr P 1:2 (17-21, 21-11, 15-8)      | 4.      | NQ                | NQ                                           | NQ                                        | NQ                                          | NQ                                        | 19.      | [ 222 ] [ 223 ] [ 224 ] |

#### Siatkówka halowa

##### Turniej kobiet
- Reprezentacja kobiet

Trener: Giovanni Guidetti
| - Femke Stoltenborg - Yvon Beliën - Celeste Plak - Robin de Kruijf - Maret Balkestein-Grothues (k) - Quinta Steenbergen |  | - Judith Pietersen - Myrthe Schoot - Lonneke Slöetjes - Anne Buijs - Laura Dijkema - Debby Stam-Pilon |

Źródła:
Grupa B
| Lp. | Drużyna           | Mecze | Mecze   | Mecze   | Pkt | Sety | Sety | Sety  | Małe punkty | Małe punkty | Małe punkty |
| Lp. | Drużyna           | M     | W (3:2) | P (2:3) | Pkt | wyg. | prz. | ratio | zdob.       | str.        | ratio       |
| --- | ----------------- | ----- | ------- | ------- | --- | ---- | ---- | ----- | ----------- | ----------- | ----------- |
| 1   | Stany Zjednoczone | 5     | 5 (1)   | 0 (0)   | 14  | 15   | 5    | 3.000 | 470         | 400         | 1.175       |
| 2   | Holandia          | 5     | 4 (2)   | 1 (1)   | 11  | 14   | 7    | 2.000 | 455         | 425         | 1.071       |
| 3   | Serbia            | 5     | 3 (0)   | 2 (1)   | 10  | 12   | 6    | 2.000 | 410         | 394         | 1.041       |
| 4   | Chiny             | 5     | 2 (0)   | 3 (1)   | 7   | 9    | 9    | 1.000 | 398         | 389         | 1.023       |
| 5   | Włochy            | 5     | 1 (0)   | 4 (0)   | 3   | 4    | 12   | 0.333 | 351         | 374         | 0.939       |
| 6   | Portoryko         | 5     | 0 (0)   | 5 (0)   | 0   | 0    | 15   | 0.000 | 277         | 379         | 0.731       |

Źródło: rio2016.fivb.com
Punktacja: 3:0 i 3:1 – 3 pkt; 3:2 – 2 pkt; 2:3 – 1 pkt; 1:3 i 0:3 – 0 pkt
Zasady ustalania kolejności: 1. liczba zwycięstw; 2. liczba punktów; 3. stosunek setów; 4. stosunek małych punktów; 5. bilans w bezpośrednich meczach
| 6 sierpnia 2016 | Chiny | 2-3 (23-25, 25-21, 25-18, 22-25, 13-15) | Holandia | Ginásio do Maracanãzinho, Rio de Janeiro             |  |
| 11:35           | 1     | Raport                                  | 2        | Widzów: 6410 Sędziowie: Susana Rodríguez Paulo Turci |  |

| 8 sierpnia 2016 | Stany Zjednoczone | 3-2 (18-25, 25-18, 21-25, 25-20, 15-8) | Holandia | Ginásio do Maracanãzinho, Rio de Janeiro              |  |
| 15:00           | 2                 | Raport                                 | 1        | Widzów: 5455 Sędziowie: Mohammad Shahmiri Juraj Mokrý |  |

| 10 sierpnia 2016 | Chiny | 0-3 (21–25, 29–25, 20–25) | Holandia | Ginásio do Maracanãzinho, Rio de Janeiro               |  |
| 11:35            | 0     | Raport                    | 3        | Widzów: 5539 Sędziowie: Mohammad Shahmiri Nasr Shaaban |  |

| 12 sierpnia 2016 | Holandia | 3-0 (25-14, 25-22, 25–16) | Portoryko | Ginásio do Maracanãzinho, Rio de Janeiro                    |  |
| 17:05            | 3        | Raport                    | 0         | Widzów: 6742 Sędziowie: Ibrahim Al-Naama Hernán Casamiquela |  |

| 14 sierpnia 2016 | Serbia | 2-3 (22–25, 20–25, 25–22, 25-18, 8–15) | Holandia | Ginásio do Maracanãzinho, Rio de Janeiro                 |  |
| 9:30             | 1      | Raport                                 | 2        | Widzów: 6387 Sędziowie: Susana Rodríguez Andrey Zenovich |  |

Ćwierćfinał
| 16 sierpnia 2016 | Korea Południowa | 1-3 (19–25, 14-25, 25-23, 20-25) | Holandia | Ginásio do Maracanãzinho, Rio de Janeiro           |  |
| 10:00            |                  | Raport                           |          | Widzów: 6531 Sędziowie: Patricia Rolf Nasr Shaaban |  |

Półfinał
| 18 sierpnia 2016 | Chiny | 3-1 (27–25, 23-25, 29-27, 25-23) | Holandia | Ginásio do Maracanãzinho, Rio de Janeiro              |  |
| 22:15            |       | Raport                           |          | Widzów: 8411 Sędziowie: Luis Macias Fabrizio Pasquali |  |

Mecz o brązowy medal
| 20 sierpnia 2016 | Holandia | 1-3 (23–25, 27-25, 22-25, 19-25) | Stany Zjednoczone | Ginásio do Maracanãzinho, Rio de Janeiro        |  |
| 13:00            |          | Raport                           |                   | Widzów: 7897 Sędziowie: Paulo Turci Piotr Dudek |  |

### Skoki do wody
| Zawodnik      | Konkurencja                  | Preeliminacje | Preeliminacje | Półfinał | Półfinał | Finał  | Finał   | Źródło                  |
| Zawodnik      | Konkurencja                  | Punkty        | Miejsce       | Punkty   | Miejsce  | Punkty | Miejsce | Źródło                  |
| ------------- | ---------------------------- | ------------- | ------------- | -------- | -------- | ------ | ------- | ----------------------- |
| Uschi Freitag | trampolina 3 m indywidualnie | 317,10        | 11. Q         | 298,95   | 14.      | NQ     | NQ      | [ 227 ] [ 228 ] [ 229 ] |

### Szermierka
Mężczyźni
| Zawodnik      | Konkurencja          | 1/32             | 1/16             | 1/8              | Ćwierćfinał      | Półfinał         | Finał/BM         | Finał/BM | Źródło                  |
| Zawodnik      | Konkurencja          | Przeciwnik Wynik | Przeciwnik Wynik | Przeciwnik Wynik | Przeciwnik Wynik | Przeciwnik Wynik | Przeciwnik Wynik | Pozycja  | Źródło                  |
| ------------- | -------------------- | ---------------- | ---------------- | ---------------- | ---------------- | ---------------- | ---------------- | -------- | ----------------------- |
| Bas Verwijlen | szpada indywidualnie | BYE              | Awdiejew P 9-15  | NQ               | NQ               | NQ               | NQ               | NQ       | [ 230 ] [ 231 ] [ 232 ] |

### Taekwondo
Kobiety
| Zawodniczka    | Konkurencja | 1/16                | Ćwierćfinał         | Półfinał            | Repasaż             | Finał/BM            | Finał/BM | Źródło                  |
| Zawodniczka    | Konkurencja | Przeciwniczka Wynik | Przeciwniczka Wynik | Przeciwniczka Wynik | Przeciwniczka Wynik | Przeciwniczka Wynik | Pozycja  | Źródło                  |
| -------------- | ----------- | ------------------- | ------------------- | ------------------- | ------------------- | ------------------- | -------- | ----------------------- |
| Reshmie Oogink | - 67 kg     | Seavmey W 7-1       | Galloway P 1-1      | NQ                  | NQ                  | NQ                  | 9.       | [ 233 ] [ 234 ] [ 235 ] |

### Tenis stołowy
Kobiety
| Zawodniczka                  | Konkurencja       | Eliminacje          | Runda 1             | Runda 2             | Runda 3             | Runda 4             | Ćwierćfinały        | Półfinały           | Finał/BM            | Finał/BM | Źródło                  |                         |
| Zawodniczka                  | Konkurencja       | Przeciwniczka Wynik | Przeciwniczka Wynik | Przeciwniczka Wynik | Przeciwniczka Wynik | Przeciwniczka Wynik | Przeciwniczka Wynik | Przeciwniczka Wynik | Przeciwniczka Wynik | Pozycja  | Źródło                  |                         |
| ---------------------------- | ----------------- | ------------------- | ------------------- | ------------------- | ------------------- | ------------------- | ------------------- | ------------------- | ------------------- | -------- | ----------------------- | ----------------------- |
| Li Jiao                      | singel            | BYE                 | BYE                 | Sawettabut W 4-2    | Liu J P 1-4         | NQ                  | NQ                  | NQ                  | NQ                  | NQ       | [ 236 ] [ 237 ] [ 238 ] |                         |
| Li Jie                       | singel            | BYE                 | BYE                 | BYE                 | Li X P 3-4          | NQ                  | NQ                  | NQ                  | NQ                  | NQ       | [ 236 ] [ 237 ] [ 238 ] |                         |
| Britt Eerland Li Jiao Li Jie | turniej drużynowy | —                   | —                   | —                   | —                   | Austria · P 1-3     | NQ                  | NQ                  | NQ                  | NQ       | NQ                      | [ 239 ] [ 240 ] [ 241 ] |

### Tenis ziemny
Mężczyźni
| Zawodnik                      | Konkurencja    | 1/32             | 1/16                   | 1/8              | Ćwierćfinał      | Półfinał         | Finał/BM         | Finał/BM | Źródło                  |
| Zawodnik                      | Konkurencja    | Przeciwnik Wynik | Przeciwnik Wynik       | Przeciwnik Wynik | Przeciwnik Wynik | Przeciwnik Wynik | Przeciwnik Wynik | Pozycja  | Źródło                  |
| ----------------------------- | -------------- | ---------------- | ---------------------- | ---------------- | ---------------- | ---------------- | ---------------- | -------- | ----------------------- |
| Robin Haase                   | gra pojedyncza | Sousa P 1:6, 5:7 | NQ                     | NQ               | NQ               | NQ               | NQ               | NQ       | [ 242 ] [ 243 ] [ 244 ] |
| Robin Haase Jean-Julien Rojer | gra podwójna   | —                | López Nadal P 4:6, 4:6 | NQ               | NQ               | NQ               | NQ               | NQ       | [ 245 ] [ 246 ] [ 247 ] |

Kobiety
| Zawodniczka  | Konkurencja    | 1/32                   | 1/16                | 1/8                 | Ćwierćfinał         | Półfinał            | Finał/BM            | Finał/BM | Źródło                  |
| Zawodniczka  | Konkurencja    | Przeciwniczka Wynik    | Przeciwniczka Wynik | Przeciwniczka Wynik | Przeciwniczka Wynik | Przeciwniczka Wynik | Przeciwniczka Wynik | Pozycja  | Źródło                  |
| ------------ | -------------- | ---------------------- | ------------------- | ------------------- | ------------------- | ------------------- | ------------------- | -------- | ----------------------- |
| Kiki Bertens | gra pojedyncza | Errani P 6:4, 4:6, 3:6 | NQ                  | NQ                  | NQ                  | NQ                  | NQ                  | NQ       | [ 248 ] [ 249 ] [ 250 ] |

Mikst
| Zawodnicy                      | Konkurencja  | 1/8                                       | Ćwierćfinał       | Półfinał          | Finał/BM          | Finał/BM | Źródło                  |
| Zawodnicy                      | Konkurencja  | Przeciwnicy Wynik                         | Przeciwnicy Wynik | Przeciwnicy Wynik | Przeciwnicy Wynik | Pozycja  | Źródło                  |
| ------------------------------ | ------------ | ----------------------------------------- | ----------------- | ----------------- | ----------------- | -------- | ----------------------- |
| Kiki Bertens Jean-Julien Rojer | gra mieszana | Williams Ram P 7:6(7-4), 6:7(3-7), [8-10] | NQ                | NQ                | NQ                | NQ       | [ 251 ] [ 252 ] [ 253 ] |

### Triathlon
| Zawodniczka   | Konkurencja | Pływanie (1,5 km) | Zmiana 1 | Jazda na rowerze (40 km) | Zmiana 2 | Bieg (10 km) | Czas    | Pozycja | Źródło          |
| ------------- | ----------- | ----------------- | -------- | ------------------------ | -------- | ------------ | ------- | ------- | --------------- |
| Rachel Klamer | kobiety     | 19:10             | 1:00     | 1:01:19                  | 0,48     | 36:38        | 1:58,55 | 10.     | [ 254 ] [ 255 ] |

### Wioślarstwo
Mężczyźni
| Zawodnik | Konkurencja                       | Eliminacje | Eliminacje | Repasaże | Repasaże  | Półfinał | Półfinał | Finał   | Finał   | Pozycja | Źródło                  |
| Zawodnik | Konkurencja                       | Czas       | Miejsce    | Czas     | Miejsce   | Czas     | Miejsce  | Czas    | Miejsce | Pozycja | Źródło                  |
| --- | --------------------------------- | ---------- | ---------- | -------- | --------- | -------- | -------- | ------- | ------- | ------- | ----------------------- |
| Roel Braas Mitchel Steenman | dwójka bez sternika               | 7:22,93    | 4. R       | 6:34,16  | 1. SF A/B | 6:26,94  | 4. FB    | 7:01,88 | 2.      | 8.      | [ 256 ] [ 257 ] [ 258 ] |
| Harold Langen Peter van Schie Vincent van der Want Govert Viergever                                                                     | czwórka bez sternika              | 6:00,55    | 3. SA/B    | BYE      | BYE       | 6:21,04  | 3. FA    | 6:08,38 | 5.      | 5.      | [ 259 ] [ 260 ] [ 261 ] |
| Joris Pijs Timothee Heijbrock Jort van Gennep Björn van den Ende                                                                        | czwórka bez sternika wagi lekkiej | 6:07,88    | 3. SA/B    | BYE      | BYE       | 6:12,87  | 5. FB    | 6:37,28 | 5.      | 11.     | [ 262 ] [ 263 ] [ 264 ] |
| Kaj Hendriks Robert Lücken Boaz Meylink Boudewijn Röell Olivier Siegelaar Dirk Uittenbogaard Mechiel Versluis Peter Wiersum Tone Wieten | ósemka                            | 5:36,16    | 2. R       | 5:52,95  | 2. FA     | —        | —        | 5:31,59 | 3.      | 3.      | [ 45 ] [ 46 ] [ 47 ]    |

Kobiety
| Zawodniczka | Konkurencja                  | Eliminacje | Eliminacje | Repasaże | Repasaże | Półfinał | Półfinał | Finał   | Finał   | Pozycja | Źródło                  |
| Zawodniczka | Konkurencja                  | Czas       | Miejsce    | Czas     | Miejsce  | Czas     | Miejsce  | Czas    | Miejsce | Pozycja | Źródło                  |
| --- | ---------------------------- | ---------- | ---------- | -------- | -------- | -------- | -------- | ------- | ------- | ------- | ----------------------- |
| Aletta Jorritsma Karien Robbers | dwójka bez sternika          | 7:23,10    | 5. R       | 8:03,07  | 5. FC    | —        | —        | 8:23,61 | 1.      | 13.     | [ 265 ] [ 266 ] [ 267 ] |
| Maaike Head Ilse Paulis | dwójka podwójna wagi lekkiej | 6:57,28    | 1. SA/B    | BYE      | BYE      | 7:13,93  | 1. FA    | 7:04,73 | 1.      | 1.      | [ 5 ] [ 6 ] [ 7 ]       |
| Chantal Achterberg Nicole Beukers Carline Bouw Inge Janssen                                                                              | czwórka podwójna             | 6:38:58    | 3. R       | 6:24,61  | 1. FA    | —        | —        | 6:50,33 | 2.      | 2.      | [ 24 ] [ 25 ] [ 26 ]    |
| Wianka van Dorp Claudia Belderbos Lies Rustenburg José van Veen Ellen Hogerwerf Sophie Souwer Monica Lanz Olivia van Rooijen Ae-Ri Noort | ósemka                       | 6:14,36    | 2. R       | 6:35,96  | 4. FA    | —        | —        | 6:08,37 | 6.      | 6.      | [ 268 ] [ 269 ] [ 270 ] |

### Zapasy
Kobiety
| Zawodniczka     | Konkurencja | Eliminacje          | 1/8                 | Ćwierćfinał         | Półfinał            | Repasaż 1           | Repasaż 2           | Finał/BM            | Finał/BM | Źródło                  |
| Zawodniczka     | Konkurencja | Przeciwniczka Wynik | Przeciwniczka Wynik | Przeciwniczka Wynik | Przeciwniczka Wynik | Przeciwniczka Wynik | Przeciwniczka Wynik | Przeciwniczka Wynik | Miejsce  | Źródło                  |
| --------------- | ----------- | ------------------- | ------------------- | ------------------- | ------------------- | ------------------- | ------------------- | ------------------- | -------- | ----------------------- |
| Jessica Blaszka | - 48 kg     | BYE                 | Augello P 0-3       | NQ                  | NQ                  | NQ                  | NQ                  | NQ                  | 15.      | [ 271 ] [ 272 ] [ 273 ] |

### Żeglarstwo
Mężczyźni
| Zawodnik                 | Konkurencja | Wyścig | Wyścig | Wyścig | Wyścig | Wyścig | Wyścig | Wyścig | Wyścig | Wyścig | Wyścig | Wyścig | Wyścig | Wyścig | Punkty | Finałowa pozycja | Źródło                 |
| Zawodnik                 | Konkurencja | 1      | 2      | 3      | 4      | 5      | 6      | 7      | 8      | 9      | 10     | 11     | 12     | M      | Punkty | Finałowa pozycja | Źródło                 |
| ------------------------ | ----------- | ------ | ------ | ------ | ------ | ------ | ------ | ------ | ------ | ------ | ------ | ------ | ------ | ------ | ------ | ---------------- | ---------------------- |
| Dorian van Rijsselberghe | RS:X        | 5      | 3      | 1      | 4      | 1      | 1      | 4      | 1      | 1      | 1      | 1      | 6      | 1      | 25     | 1.               | [ 10 ] [ 11 ] [ 12 ]   |
| Rutger van Schaardenburg | Laser       | 3      | 21     | 24     | 8      | 1      | 4      | 22     | 4      | 21     | 24     | —      | —      | 5      | 118    | 9.               | [ 10 ] [ 274 ] [ 275 ] |
| Pieter-Jan Postma        | Finn        | 14     | 13     | 12     | 4      | 4      | 5      | 14     | 1      | 19     | 24     | —      | —      | 9      | 105    | 10.              | [ 10 ] [ 276 ] [ 277 ] |

Kobiety
| Zawodniczka                          | Konkurencja  | Wyścig | Wyścig | Wyścig | Wyścig | Wyścig | Wyścig | Wyścig | Wyścig | Wyścig | Wyścig | Wyścig | Wyścig | Wyścig | Punkty | Finałowa pozycja | Źródło                 |
| Zawodniczka                          | Konkurencja  | 1      | 2      | 3      | 4      | 5      | 6      | 7      | 8      | 9      | 10     | 11     | 12     | M      | Punkty | Finałowa pozycja | Źródło                 |
| ------------------------------------ | ------------ | ------ | ------ | ------ | ------ | ------ | ------ | ------ | ------ | ------ | ------ | ------ | ------ | ------ | ------ | ---------------- | ---------------------- |
| Lilian de Geus                       | RS:X         | 3      | 4      | 14     | 3      | 3      | 7      | 15     | 19     | 5      | 2      | 7      | 5      | 1      | 70     | 4.               | [ 10 ] [ 278 ] [ 279 ] |
| Marit Bouwmeester                    | Laser Radial | 6      | 4      | 14     | 4      | 1      | 6      | 6      | 13     | 5      | 2      | —      | —      | 7      | 61     | 1.               | [ 10 ] [ 19 ] [ 20 ]   |
| Afrodite Kyranakou Anneloes van Veen | 470          | 15     | 2      | 8      | 8      | 14     | 4      | 11     | 2      | 3      | 7      | —      | —      | 2      | 63     | 4.               | [ 10 ] [ 280 ] [ 281 ] |
| Annemiek Bekkering Annette Duetz     | 49erFX       | 21     | 10     | 12     | 3      | 8      | 3      | 5      | 7      | 13     | 11     | 3      | 10     | 6      | 97     | 7.               | [ 10 ] [ 282 ] [ 283 ] |

Mieszane
| Zawodnicy                   | Konkurencja | Wyścig | Wyścig | Wyścig | Wyścig | Wyścig | Wyścig | Wyścig | Wyścig | Wyścig | Wyścig | Wyścig | Wyścig | Wyścig | Punkty | Finałowa pozycja | Źródło                 |
| Zawodnicy                   | Konkurencja | 1      | 2      | 3      | 4      | 5      | 6      | 7      | 8      | 9      | 10     | 11     | 12     | M      | Punkty | Finałowa pozycja | Źródło                 |
| --------------------------- | ----------- | ------ | ------ | ------ | ------ | ------ | ------ | ------ | ------ | ------ | ------ | ------ | ------ | ------ | ------ | ---------------- | ---------------------- |
| Coen de Koning Mandy Mulder | Nacra 17    | 5      | 11     | 21     | 11     | 7      | 14     | 7      | 21     | 6      | 14     | 3      | 13     | NQ     | 112    | 14.              | [ 10 ] [ 284 ] [ 285 ] |